# Reyes Sánchez
Reyes Sánchez (* um 1920 in Guadalajara, Jalisco; † unbekannt), auch bekannt unter dem Spitznamen El Térile, war ein mexikanischer Fußballspieler, der meistens im linken Mittelfeld zum Einsatz kam.

## Laufbahn
„Térile“ Sánchez begann seine fußballerische Laufbahn bei seinem Heimatverein Club Deportivo Oro und wurde während der letzten Jahre des Amateurfußballs in Mexiko in die Selección Jalisco berufen.
Bei Einführung des Profifußballs in Mexiko 1943 wechselte er zum Stadtrivalen Deportivo Guadalajara, für den er am 6. Juni 1943 die erste Begegnung der Vereinsgeschichte im Profifußball bestritt. Diese wurde in einem Spiel des Pokalturniers 1942/43 gegen den Stadtrivalen Atlas Guadalajara absolviert. Später spielte Sánchez auch noch für Atlas Guadalajara.